# Eskarpa
Eskarpa (tal. scarpa, nasip, strmi nagib; eng. escarp, fr. escarpe, njem. Eskarpe), strana rova utvrde okrenuta prema napadaču. 
U doba hladnog oružja obično je bila zemljana, a kasnije zidana od kamena ili opeke. Poslije pojave vatrenog oružja od sredine 14. stoljeća eskarpa je postala najosjetljiviji dio zidina. Pošto su eskarpu, čak kada je bila debljine 2,5-3 metra, probijalo topništvo, a tome je doprinio i pritisak nasute zemlje, talijanski graditelji utvrda iz 15. i 16. stoljeća ojačali su je s unutrašnje strane potpornim zidovima iste debljine. Kako bi se pojačalo odbijanje topovskih kugli eskarpe su podignute pod nagibom 1/5—1/10 visine zida.
Njemački graditelj utvrda Daniel Specklin predložio je, sredinom 16. stoljeća, da se eskarpa snizi i zakloni glasijom. Njegov je prijedlog tek djelomično prihvaćen u 19. stoljeću. Krajem 18. stoljeća Francuz Lazare Carnot odvaja eskarpni zid od zemljanog bedema, njegova je verzija manje visine (do 5 metara) te je radi onemogućavanja eskaladiranja na nju je postavljana željezna rešetka. Poslije pojave olučnoga topništva neki graditelji utvrda su sasvim izbacili eskarpni zid, postavljajući umjesto njega samo željeznu rešetku. Drugi su, pak, pokušali produžiti upotrebu eskarpe većom debljinom, spuštanjem ispod razine glasije i upotrebom betona.
Poslije Prvog svjetskog rata eskarpa gubi dotadašnji značaj, ali se pred Drugi svjetski rat koristi pri uređivanju granica (Mannerheimova, Maginotova, Metaxasova linija) a zatim u samome ratu kao protuokopna prepreka. Građena je u obliku zasjeka zemljišnog uzvišenja, riječne obale i sl. Kako bi bila otpornija ponekada je betonirana ili oblagana balvanima.